# دليل عناوين

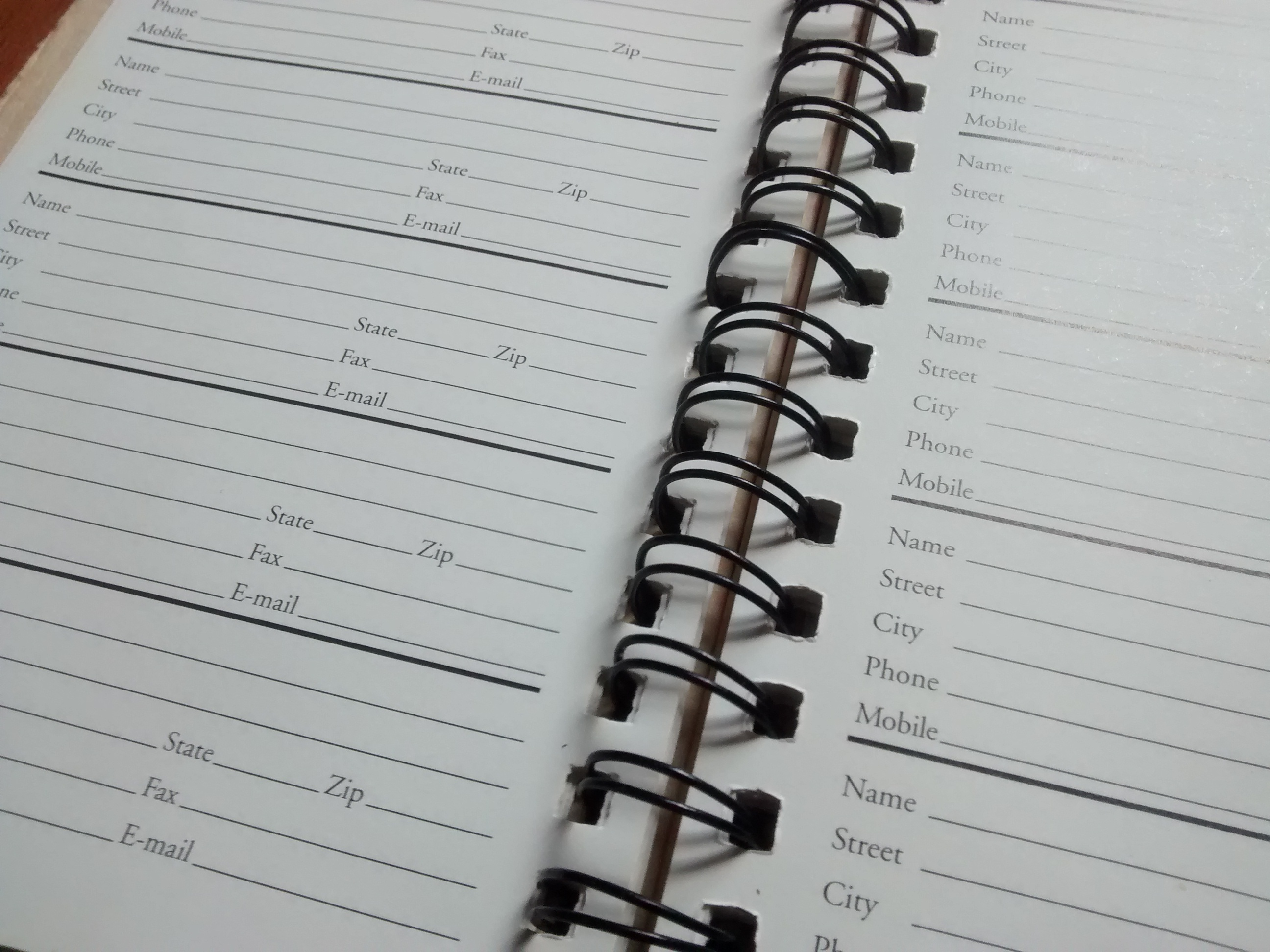
صفحة فارغة لنموذج من إحدى أوراق كتيب جهات الاتصال.

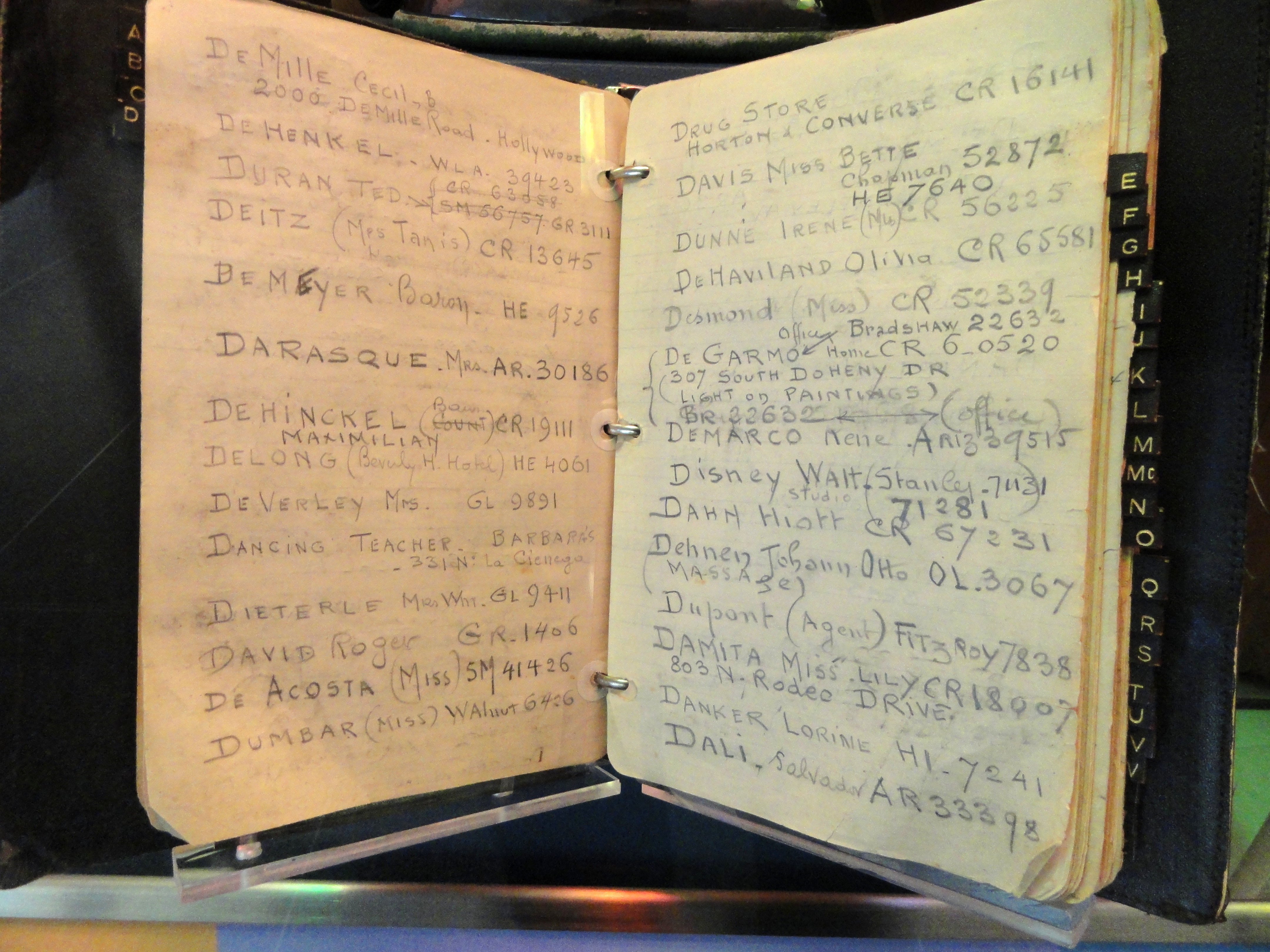
كتيب جهات الاتصال الخاص بجاك وارنر، المعروض في المتحف القومي للتاريخ الأمريكي.

دليل العناوين أو دليل جهات الاتصال هو كتاب أو قاعدة بيانات تُستعمل لتخزين مدخلات تُدعى بجهات الاتصال. كل مدخلة من بيانات جهة الاتصال الواحدة غالباً ما تتكون من عدّة حقول نموذجية (على سبيل المثال: الاسم الأول، الاسم الأخير، اسم الشركة، العنوان، رقم الهاتف، عنوان البريد الإلكتروني، رقم الناسوخ، رقم الجوال المتنقل). غالب الأنظمة تُخزن التفاصيل في ترتيب أبجدي لأسماء جهات الاتصال، مقارنةً بكتيبات جهات الاتصال الورقية، حيث يُمكن للمدخلات أن تتغير سريعاً، وذلك ما أن يُدخل المالك بيانات جهة اتصال أخرى. العديد من كتيبات جهات الاتصال توفّر حصادات تسمح بإضافة وإزالة وإعادة ترتيب صفحات جهات الاتصال لجنّب مشكلة اختلاط بينات جهات الاتصال.

## الكتاب الأسود الصغير
الكتاب الأسود الصغير أو الكتاب الأسود هو مصطلح مرتبط دخل المعاجم الحديثة يُطلق على كتيبات جهات الاتصال المستخدمة للمواعدة أو المغازلة، حيث يكتب مالكها الأشخاص الذين سبق له وأن واعدهم أو ينوي مستقبلاً مواعدتهم.

## برمجيات كتيب العناوين

أيقونة كتيب جهات اتصال رقمي.

كتيب جهات الاتصال يظهر أيضاً في البرمجيات المصممة لنفس الغرض، مثل تطبيق «جهات الاتصال» في ماك أوس من أبل. كتيبات جهات الاتصال البسيطة ارتبطت ببرمجيات البريد الإلكتروني لمدىً طويل.
مُدير المعلومات الشخصية (م.م.ش) يدمج كتيب جهات الاتصال، مع التقويم وقائمة المهام، وأحياناً غيرها من الخاصيّات في تطبيق واحد.
بالإمكان تصدير وتوريد مدخلات جهات الاتصال لنقلها بين برامج الكمبيوتر. صيغ الملفات الشائعة لمثل هذه العمليات هي:
- LDIF (*.ldif, *.ldi)
- محدد التبويبات (*.tab, *.txt).
- (*.csv)
- vCard (*.vcf)

## كتيب العناوين على الإنترنت
تُمكّن كتيبات عناوين جهات الاتصال على الإنترنت المستخدمين من إنشاء صفحتهم الشخصية على الويب والتي تؤرشف من قبل محركات البحث كجوجل وياهو. وهذا يجعل المستخدم عرضة لإيجاده من قبل الأشخاص الآخرين خلال البحث عن الاسم ومن ثم التواصل معه.

## شبكة كتيب جهات الاتصال
حالياً، غالب الأشخاص لديهم العديد من كتيبات العناوين المختلفة: حسابات بريدهم الإلكتروني، هواتفهم النقالة، وقوائم الأصدقاء على مواقع التواصل الاجتماعي. شبكة كتيب جهات الاتصال تسمح لهم بترتيب وإدارة جميع كتيبات جهات العناوين خلال واجهة واحدة ومشاركة جهات اتصالهم خلال مختلف كتيبات العناوين ومواقع التواصل الاجتماعي.